# İstanbul Kupası
İstanbul Kupası (istanbulský pohár) byl turecký fotbalový turnaj pořádaný v letech 1942 až 1947, nahradil soutěž İstanbul Şildi. Nejúspěšnějšími týmy jsou se 2 prvenstvími Galatasaray SK a Beşiktaş JK.

## Přehled vítězů
Zdroje:

Pozn.: v závorce je počet získaných titulů klubu k dané sezóně
- 1942: Galatasaray SK (1)
- 1943: Galatasaray SK (2)
- 1944: Beşiktaş JK (1)
- 1945: Fenerbahçe SK (1)
- 1946: Beşiktaş JK (2)
- 1947: zrušeno